# Грачаница (Трново, Источно Сарајево)
Грачаница је насељено мјесто у општини Трново, Република Српска, БиХ. Према попису становништва из 1991. у насељу је живјело 138 становника.

## Становништво
Према попису становништва из 1991. године, мјесто је имало 138 становника.